# Verenigd Rusland
Verenigd Rusland (VR) (Russisch: Единая Россия (ЕР), Jedinaja Rossija (JR)) is een politieke partij in de Russische Federatie, die zichzelf vaak positioneert als een centrumpartij. Het is in 2022 de grootste partij van het land, de partij steunt president Vladimir Poetin. Zij wordt ook wel gezien als zijn uitvoeringsinstantie in de Staatsdoema (lagerhuis van de wetgevende macht in Rusland). De eerste leider van Verenigd Rusland was Doemavoorzitter en voormalig minister van Binnenlandse Zaken Boris Gryzlov, die werd verkozen tot leider in november 2002. Op haar website verklaart de partij in 2019 meer dan 2 miljoen leden te hebben. De leden van de partij worden in het politieke jargon jedinorossy genoemd.

## Opkomst en groei
Verenigd Rusland werd geformeerd in april 2001 als een fusie tussen de Vaderland Heel-Rusland Partij van Joeri Loezjkov, Jevgeni Primakov en Mintimer Sjajmiejev en de Interregionale Beweging Eenheid van Sergej Sjojgoe en Alexander Karelin.
Door de populariteit van Vladimir Poetin verkreeg deze toch relatief nieuwe partij enorme stemwinsten in veel van de recentelijke federale, regionale en lokale verkiezingen in Rusland. De partij kaapte veel kiezers weg bij de Communistische Partij van de Russische Federatie.
Bij de Russische parlementsverkiezingen 2003 kreeg de partij 38% van de stemmen. Het bezat in januari 2005 305 zetels van de 450 zetels in de Staatsdoema, waarmee het een grondwettelijke meerderheid had. In het Hogerhuis, de Federatieraad, bezette Verenigd Rusland 88 van de 178 zetels. Bij de Russische presidentsverkiezingen van 2004 steunde Verenigd Rusland zittend president Vladimir Poetin en speelde een belangrijke rol bij zijn herverkiezing. Sinds 2011 heeft Verenigd Rusland nog wel de meerderheid, maar geen grondwettelijke meerderheid meer.
Alle ministers uit het kabinet van Poetin, regionale gouverneurs en andere belangrijke overheidsfunctionarissen zijn lid van de partij.

## Logo
Het logo van de partij was een bruine beer onder de kaart van Rusland. Op het partijcongres van 26 november 2005 werd echter besloten de bruine beer te vervangen door een ijsbeer en de kaart door de Russische vlag. De naam van de partij stond eerst tussen de beer en de kaart aangegeven, maar is nu onderaan geplaatst.

## Verkiezingsresultaten

### Parlementsverkiezingen
| Jaar                 | % van de uitgebrachte stemmen | Zetels |
| -------------------- | ----------------------------- | ------ |
| 1999 (als "Eenheid") | 23,3                          | 73     |
| 2003                 | 37,6                          | 225    |
| 2007                 | 64,3                          | 315    |
| 2011                 | 49,3                          | 238    |
| 2016                 | 54,2                          | 343    |
| 2021                 | 49,8                          | 324    |

### Presidentsverkiezingen
| Jaar                 | Kandidaat       | Stemmen    | %    | Plaats |
| -------------------- | --------------- | ---------- | ---- | ------ |
| 2000 (als "Eenheid") | Vladimir Poetin | 39.740.467 | 53,4 | 1/11   |
| 2004                 | Vladimir Poetin | 49.565.238 | 71,3 | 1/6    |
| 2008                 | Dmitri Medvedev | 52.530.712 | 71,2 | 1/4    |
| 2012                 | Vladimir Poetin | 46.602.075 | 63,6 | 1/5    |
| 2018                 | Vladimir Poetin | 56.430.712 | 76,7 |        |

## Internationale samenwerking
Verenigd Rusland is niet aangesloten bij een internationale, maar onderhoudt nauwe betrekkingen met de volgende partijen waarmee overeenkomsten zijn gesloten:
- Nieuw Azerbeidzjaanse Partij[6] - autoritarisme, secularisme, conservatisme
- Republikeinse Partij van Armenië - conservatisme
- Eerlijk Georgië - conservatisme
- Eenheidspartij (Zuid-Ossetië)[7] - sociaal-conservatisme, nationalisme
- Verenigd Ossetië[8] - sociaal-conservatisme, nationalisme
- Noer Otan (Kazachstan)[9] - autoritarisme, secularisme, centrisme
- Ar-Namys (Kirgizië)[10] - conservatisme, progressivisme
- Harmonie Centrum (Letland) - democratisch socialisme
- Partij van Socialisten van de Republiek Moldavië[11] - democratisch socialisme, sociaal-conservatisme
- Mongoolse Volkspartij[12] - sociaaldemocratie
- Servische Progressieve Partij - populisme, neoliberalisme, nationalisme
- Democratische Volkspartij van Tadzjikistan[13]  - centrumlinks, secularisme, sociaal-conservatisme, nationalisme
- Oezbeekse Liberaal-Democratische Partij - economisch liberalisme, nationalisme
- Partij van de Regio's (Oekraïne) - centrisme, regionalisme
- Oppositieplatform - Voor het Leven (Oekraïne) - centrisme, regionalisme, belangen Russische minderheid
- Democratische Volkspartij (Montenegro) - populisme, sociaaldemocratie, sociaal-conservatisme
- Socialistische Volkspartij van Montenegro - populisme, sociaaldemocratie, sociaal-conservatisme
- Estse Centrumpartij - centrisme, belangen Russische minderheid, liberalisme
- Democratische Partij (Verenigde Staten), Republikeinse Partij (Verenigde Staten) (in ieder geval in het verleden)[14]
- Chinese Communistische Partij[15] - communisme, nationalisme[16]
- Afrikaans Nationaal Congres (Zuid-Afrika) - sociaaldemocratie
- Vrijheidspartij van Oostenrijk[17] - nationaalliberalisme, conservatisme
- Cambodjaanse Volkspartij[18] - conservatisme, centrisme, reformisme (voormalige communistische partij)
- Laotiaanse Revolutionaire Volkspartij - communisme, linksnationalisme
- Communistische Partij van Vietnam - communisme, linksnationalisme
- Communistische Partij van Cuba - communisme, linksnationalisme
- Welvarend Armenië - economisch liberalisme
- Koreaanse Arbeiderspartij - juche, songun, nationalisme
- PDP-Laban Partij (Filipijnen) - linksnationalisme, democratisch socialisme
- Arabische Socialistische Ba'ath-partij (Syrië) - Ba'athisme
- Alternative für Deutschland[19] - neofascisme, nationalisme
- Alliantie van Onafhankelijke Sociaaldemocraten (Servische Republiek (Bosnië-Herzegovina)) - sociaaldemocratie, sociaal-conservatisme
- Liberaal-Democratische Partij (Japan) - liberale democratie, conservatisme, nationalisme
- Congrespartij (India)[15] - centrisme, secularis, liberalisme, sociaaldemocratie
- Lega Nord (Italië)[20] - rechtsextremisme, nationalisme, populisme, conservatisme

## Verwijzingen
1. 1 2 3 4  worldstatesmen.org/Russia, geraadpleegd 20-03-2022
2. ↑  R. Coalson: Russia: Kremlin Labors To Get 'A Just Russia' Into The Next Duma, Radio Free Europe/ Radio Liberty, 5 september 2007, geraadpleegd 20-03-2022
3. 1 2  Russia - Europe Elects, geraadpleegd 20-03-2022
4. 1 2  Parties and Elections in Europe: Russia, gearchiveerd 22 maart 2017, geraadpleegd 20-03-2022
5. ↑  Meer bepaald: traditioneel conservatisme
6. ↑  «Новый Азербайджан» и «Единая Россия» обсудили межпартийное сотрудничество, Interfax.az, 23 november 2012
7. ↑  (ru) Соглашение о межпартийном сотрудничестве между партией «Единая Россия» и Югоосетинской партией «Единство». OS Inform (22 september 2008). Geraadpleegd op 5 mei 2022.
8. ↑  (en) Historical document: parties "United Ossetia" and "United Russia" signed a cooperation agreement. RES Agency (8 februari 2022). Geraadpleegd op 5 mei 2022.
9. ↑  Сотрудничество «Нур Отана» и «Единой России», qwas.ru, 3 juni 2015, gearchiveerd 03-06-2015
10. ↑  «Единая Россия» и «Ар-Намыс» подписали соглашение, ntv.ru, 22 september 2010
11. ↑  V. Socor: Russia and the Moldovan Communists’ Red October (Part One), The Jamestown Foundation, Eurasia Daily Monitor Volume: 10 Issue: 176, 3 oktober 2013
12. ↑  «Единая Россия» подписала договор о сотрудничестве с Монгольской народной партией, 17 december 2010, gearchiveerd 1 januari 2015
13. ↑  Правящие партии РФ и Таджикистана подписали соглашение о взаимодействии, Sputnik.ru, 27 februari 2017, gearchiveerd 09-09-2017
14. ↑  "Единая Россия" не состояла и не участвовала, Kommersant, 22 september 2012, geraadpleegd 21-03-2022
15. 1 2  „Geeintes Russland“ wird mit chinesischen und indischen Regierungsparteien kooperieren, Radio Stimme Russlands, 26 mei 2012, gearchiveerd 02-02-2017
16. ↑  Си Цзиньпин отметил важную роль КПК и "Единой России" в отношениях Пекина и Москвы, TASS, 1 december 2021, geraadpleegd 21-03-2021
17. ↑  FPÖ und Putin-Partei arbeiten jetzt zusammen, Kronen Zeitung, 19 december 2016
18. ↑  D. Tsvetkov: Russia, Cambodia: Fruitful interaction, Khmer Times, 12 juni 2018
19. ↑  Parteinachwuchs von AfD und Putin-Partei kooperieren, DW, 23 april 2016
20. ↑  Italien: Lega paktiert mit Putin-Partei, Die Presse, 7 maart 2017